# Bart Gabriëlse
Bart Gabriëlse (19 oktober 1963) is een Nederlands acteur, die vooral bekend is geworden door zijn rollen in de jeugdseries en -films van regisseur Karst van der Meulen.
In 1979 kreeg Gabriëlse op het Internationale Jeugdfilmfestival van Moskou de prijs voor beste acteerprestatie, voor zijn rol als Martijn in Martijn en de Magiër.
Regisseur Van der Meulen leerde Gabriëlse kennen als creatieve leerling van scholengemeenschap Scheldemond, waar de regisseur een onderdeel van het programma Filmblik opnam. Later presenteerde de veertienjarige Bart het AVRO-programma Wat je zegt ben je zelf, waar ook Linda de Mol haar presenteerdebuut maakte. Zijn bekendste rol is die van Roberto/Brozem in De Zevensprong.

## Filmografie
- Westzijde Posse (1997)
- De Schaduwlopers (1995)
- Vrouwenvleugel (1995)
- 12 steden, 13 ongelukken (1991-1995)
- De Victorie (1994)
- Flodder (1993)
- De vader van Najib (1993)
- Spijkerhoek (1992-1993)
- Prettig Geregeld (1989)
- Mijn idee (1985-1986)
- De Zevensprong (1982)
- De Bende van Hiernaast (1980)
- Martijn en de Magiër (1979)
- Peter en de vliegende autobus (1976)